# قائمة السجون والمعتقلات الإسرائيلية
تشير إحصائية رسمية صدرت عن مركز الإعلام والمعلومات الوطني الفلسطيني التابع لوفا إلى أن عدد الأسرى الفلسطينيين والعرب بالسجون والمعتقلات الإسرائيلية بلغ 8000 أسير. مقارنة بـ 1500 أسير قبيل اندلاع انتفاضة الأقصى عام 2000، ومن بين هؤلاء الأسرى 240 طفلا و73 امرأة وفتاة، وكلهم موزعون على 22 سجنا ومعتقلا إسرائيليا داخل وخارج الخط الأخضر، وقد سجلت جمعيات حقوق الإنسان استشهاد 103 أسرى من جراء التعذيب. أما الأسرى الإداريين فقد بلغ عددهم 567 أسيرًا.

## بعد النكسة
أنشأت إسرائيل العديد من معسكرات الاعتقال عقب حرب يونيو/ حزيران 1967 التي احتلت فيها إسرائيل الضفة الغربية بما فيها القدس وقطاع غزة، فبعض المعتقلات أنشأ عام 1968، وبعضها أنشأ عام 1970 و1971، لكنها أغلقت جميعا بعد حرب أكتوبر/ تشرين الأول 1973، نذكر منها معسكرات اعتقال (نخل وأبو زنيمة والقصيمة ووادي موسى «الطور»)، ومعسكر اعتقال سانت كاترين والعريش.

## أبرز السجون والمعتقلات المركزية

### سجن غزة المركزي
أنشئ في بداية الثلاثينيات من القرن الماضي، وكان يقع في إطار مقر القيادة العسكرية البريطانية صاحبة الانتداب على فلسطين آنذاك، وقد جعلت جزءا من المبنى سجنا مركزيا للثوار الفلسطينيين. وبعد نكبة عام 1948 ووضع قطاع غزة تحت وصاية الإدارة المصرية، استخدم هذا المقر كمجمع للدوائر الحكومية، وخصص جزء منه كسجن للقاطنين في قطاع غزة.
وبعد هزيمة يونيو/ حزيران عام 1967 استخدمته إسرائيل كسجن ومركز تحقيق للفدائيين والمنتمين لفصائل الثورة الفلسطينية. أغلق سجن غزة المركزي، مع عودة السلطة الوطنية إلى قطاع غزة عام 1994، حيث تحرر عدد كبير من السجناء على خلفية الاتفاق، وتم ترحيل عدد آخر إلى السجون الواقعة داخل إسرائيل.

### سجن بئر السبع المركزي
أنشئ في بداية عام 1970، وحاولت سلطات الاحتلال إجراء جملة من التجارب على الأسرى، من خلال طرح برامج حوارية مع بعض الأدباء الإسرائيليين أمثال (ساسون تسوميخ). لكن الأسرى، أفشلوا هذا البرنامج مما دفع مديرية السجون لوقفها. وقد رحل كافة السجناء الأمنيين عام 1984 إلى باقي السجون والمعتقلات الإسرائيلية وبقي السجن للجنائيين فقط، وبعد عام 1987 تم إنشاء قسم للعزل بهذا السجن، يوجد به حاليا حوالي مائة أسير فلسطيني، وباقي أقسام السجن تستخدم للسجناء الجنائيين اليهود والعرب.

### سجن عسقلانالمركزي
أنشئ في عهد الانتداب البريطاني كمقر لقيادة الجيش البريطاني في عسقلان ومحيطها وكسرايا لاستقبال الوفود البريطانية الرسمية. وداخل سرايا عسقلان خصص جناح من المبنى كمركز تحقيق وتوقيف.
وبعد هزيمة 1967 وتصاعد المقاومة الفلسطينية وازدياد عدد المعتقلين، أصدرت قيادة الجيش الإسرائيلي عام 1970 مرسوماً عسكرياً بافتتاح سجن عسقلان المركزي. وشهد افتتاح المعتقل تنكيلا بالأسرى الفلسطينيين حيث كانوا يمرون وسط صفين لدرك السجون من البوابة وصولا إلى غرف وزنازين السجن، بينما الهراوات تنهال على أجسادهم.
ويوجد في هذا السجن خمسة أقسام بجانب قسم الزنازين، إضافة إلى جناح خاص بالشاباك الإسرائيلي للتحقيق مع الأسرى الفلسطينيين والعرب. وقد فرضت سلطات السجن العمل الإجباري على الأسرى في ورش عمل ملحقة بالمعتقل، استطاع الأسرى مقاطعة مرافق العمل بشكل كامل عبر سلسلة طويلة من الاحتجاجات سواء على الاحتجاز أو على إجبارهم على العمل.

### سجن الرملة
أنشئ سرايا الرملة عام 1934 إبان الانتداب البريطاني على فلسطين، وبعد إعلان دولة إسرائيل عام 1948 تحول إلى مركز ل لجيش الإسرائيلي، وفي عام 1953 تم تخصيص جزء من السرايا كسجن للفدائيين الفلسطينيين، ثم حولت السرايا بكاملها في عام 1967 إلى سجن مركزي للجنائيين اليهود إضافة إلى الأسرى الفلسطينيين وخصوصاً من منطقة القدس.
وأنشئ مستشفى داخل السجن تابعة لمديرية السجون الإسرائيلية بهدف معالجة الأسرى، كما ألحق به معتقل للنساء «نفي تريتسا» خصص للأسيرات الفلسطينيات والجنائيات الإسرائيليات.
ويعتبر سجن الرملة سباقا في خوض الإضراب عن الطعام حيث أعلن الأسرى في مطلع عام 1968 إضرابا مفتوحاً عن الطعام وكان مطلبهم الرئيسي وقف الاعتداء الجسدي ونقلهم من البركسات التي كانت عرضة لمياه الأمطار وطفو المجاري المستمر.
وفي منتصف 1968 أعلنوا إضرابهم الثاني عن الطعام وكان مطلبهم الرئيسي هو الدفاتر والأقلام ووافقت الإدارة على مطلبهم الذي اعتبر سبقاً لأسرى الرملة في هذا الخصوص.
ويعد سجن الرملة المعبر الرئيسي للحركة بين السجون حيث أنه عادة ما يتم وضع الأسرى المنقولين من سجن إلى آخر في هذا السجن قبل إرسالهم إلى السجون الأخرى. ويوجد حاليا في قسم النساء 54 أسيرة بجانب خمسين أسير فلسطيني، وفي مستشفى سجن الرملة يوجد ما يزيد على سبعين أسير.

### سجن كفار يونا «بيت ليد»
تم افتتاح سرايا كفار يونا عام 1968، ويطلق عليه اسم «قبر يونا» ويعتبر هذا السجن معتقلاً بالمعنى المتعارف عليه إذ يقوم بدور حلقة الوصل بين السجن والتحقيق، فبعد انتهاء التحقيق مع المعتقلين وقرار تقديمهم للمحاكمة يتم تحويلهم وتوزيعهم إلى بقية السجون، ويقع سجن كفار يونا في منطقة بيت ليد على الطريق بين طولكرم ونتانيا داخل الخط الأخضر.

### معتقل المسكوبية
يقع سجن المسكوبية في القسم الشمالي من مدينة القدس، ضمن ما يسمى «ساعة الروسي» أقيم في عهد سلطات الانتداب البريطاني وكان يعرف بالسجن المركزي، وهو مخصص للتوقيف والاعتقال.

### سجن النقب الصحرواي (انصار3) (بالعبرية: קציעות، كتسيعوت)

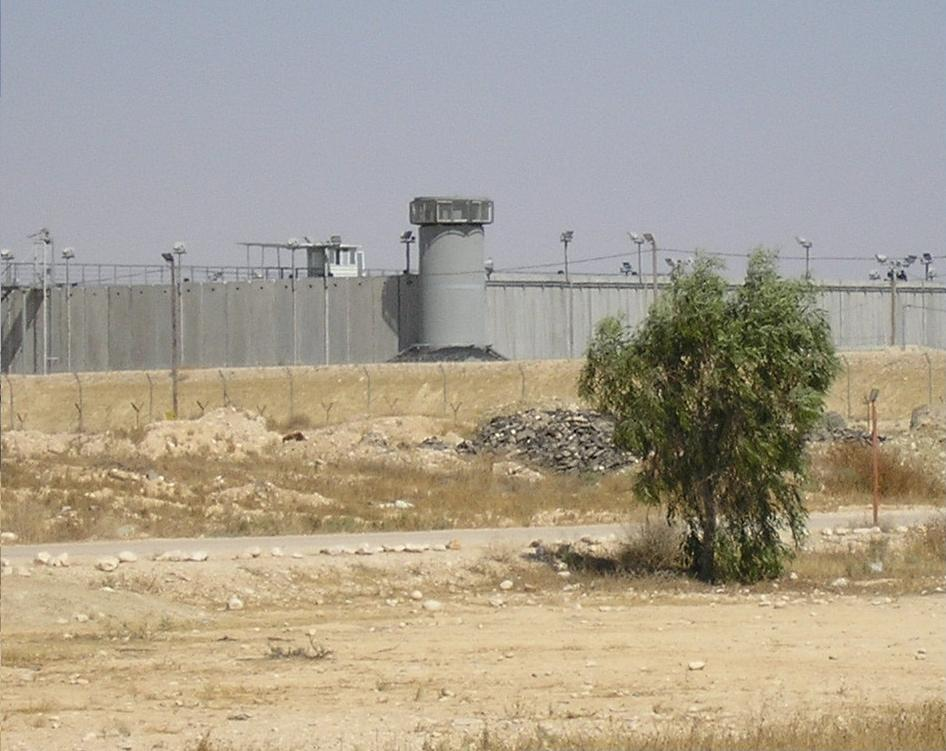
سجن النقب

افتتح سجن النقب الصحراوي المعروف باسم «أنصار 3» أول مرة عام 1988 حيث زاره أكثر من خمسين ألف معتقل فلسطيني إلى أن أغلق عام 1995، ثم أعيد افتتاحه مع اندلاع أحداث انتفاضة الأقصى عام 2000، ويقع المعتقل على بعد حوالي 180 كم جنوب مدينة القدس، وعلى 10 كم شرق الحدور المصرية.
يتكون السجن من ثلاثة اقسام كبيرة وهي أ، قسم الابار: وهي كلمة مؤخذة من بأر لان القسم يشبه البأر ويتكون هذا القسم من 8 اقسام داخلية ويتسع كل قسم إلى 120 اسير ويتكون كل قسم من 6 خيام ب، قسم الكرافانات (غرف شبه متنقلة) وهذا قسم تم بناءه عام 2008 بعد حريق السجن والذي استشهد على اثره محمد الأشقر ويتكون من 4 اقسام بينما الجانب الآخر منه يتكون أيضا من 4 اقسام ولكن يحتوي على خيام ج، قسم الغرف وهو قسم تم بناءه عام 2007 ويتسع السجن بكافة اقسامه إلى قرابة 3500 اسير.
كان السجن يدار من قبل الجيش الإسرائيلي حتى شهر 11 من عام 2006 إلى ان تم نقل الإدارة إلى مصلحة السجون الإسرائيلية المعروفة بالشاباص.

### معسكر اعتقال أنصار 2
أنشئ على شاطئ بحر مدينة غزة عام 1984، وزجت فيه سلطات الاحتلال الإسرائيلي مئات الطلبة والشباب الفلسطينيين عقب المظاهرات التي شهدها القطاع عام 1984، وقد أغلق عام 1985 لكن أعيد افتتاح مرة أخرى في نهاية ديسمبر عام 1987 مع بداية الانتفاضة الأولى وأغلق مرة ثانية عام 1994 مع قدوم السلطة الوطنية الفلسطينية إلى القطاع.

### سجن عوفر
مقام على أراضي بيتونيا غرب مدينة رام الله، وقد أنشئ هذا السجن في فترة الانتداب البريطاني ويطلق عليه السجناء اسم «جوانتانامو» و«الأحمر» نظراً لسوء الأحوال فيه، حيث يعيش في كل خيمة من خيامه 30 أسيراً يعانون من نقص الطعام والملابس وسوء الرعاية الصحية فضلاً عن انقطاع السجناء تماماً عن العالم الخارجي.

### سجن تلموند
يقع جنوبي الخط الممتد بين مدينتي طولكرم ونتانيا على الطريق القديمة المؤدية إلى الخضيرة، شيد هذا السجن خصيصا للأحداث من العرب واليهود، وينقسم إلى قسمين، قسم للأحداث الذكور وآخر للأحداث الإناث، ويضم حوالي 500 فتى بالرغم من أنه لا يتسع لأكثر من 300 شخص، ويحيط بالسجن سور عال يصل ارتفاعه لثلاثة أمتار، وأربعة أبراج عالية للمراقبة.

### سجن نفحة
يعد هذا المعتقل الذي يبعد 100 كلم عن مدينة بئر السبع و 200 كلم عن مدينة القدس من أشد السجون الإسرائيلية قسوة، وقد استحدث هذا السجن خصيصا للقيادات الفلسطينية من المعتقلين في مختلف السجون بغرض عزلهم عن بقية السجون الأخرى. ومن أشهر الأحداث التي شهدها هذا السجن الإضراب الطويل عن الطعام الذي نفذه الأسرى الفلسطينيون يوم 7 يوليو/ تموز عام 1980 وأسفر عن استشهاد اثنين منهم.

### سجن الدامون
أقيم هذا السجن منذ زمن الانتداب البريطاني كمستودع للدخان، بحيث روعي في بنائه توفير الرطوبة لحفظ أوراق الدخان. وبعد عام 1948 وضعت إسرائيل يدها عليه وتم تحويله إلى سجن. يضم حوالي 440 معتقلا في حين يستوعب مبناه في الأصل 300 فقط.

## المعتقلات الإسرائيلية بالجنوب اللبناني

### معتقل أنصار
افتتح في 14 يوليو/ تموز 1982 في أعقاب الاجتياح الإسرائيلي للبنان، وتم زج الألوف من اللبنانيين والفلسطينيين فيه. وقد أجبرت المقاومة اللبنانية القوات الإسرائيلية على الانسحاب من بيروت والجبل وصيدا والزهراني وصور والبقاع الغربي، واكتمل الأمر بإقفال معتقل أنصار في 4 أبريل/ نيسان 1985.

### سجن الخيام
يعود أساس سجن الخيام إلى ثكنة عسكرية أنشأتها قوات الانتداب الفرنسية سنة 1933 في أقصى الجنوب اللبناني، وقد أخلى الفرنسيون الثكنة المذكورة عقب الاستقلال، وتسلمها الجيش اللبناني سنة 1943، إلا أنه لم يعرها اهتماما نظرا لوقوعها بأقصى الجنوب، وظل الوضع على هذا النحو حتى مارس/ آذار 1978، عندما نفذت القوات الإسرائيلية اجتياحها الأول لأجزاء واسعة من الجنوب، وتعرضت بلدة الخيام لما يشبه التدمير الشامل، أما الثكنة، فقد تسلمتها الميليشيات المتعاملة مع إسرائيل، التي قادها آنذاك الرائد سعد حداد، وكانت في البداية مركزا للتحقيق إلا أن القوات الإسرائيلية وعقب إقفالها معتقل أنصار عام 1985 حولت هذه الثكنة إلى سجن إسرائيلي كبير يتألف من 67 زنزانة جماعية وأكثر من 20 زنزانة فردية، وقد اتسعت شهرة هذا السجن بسبب الجرائم التي كان ترتكبها قوات الاحتلال الإسرائيلي ضد الأسرى اللبنانيين والفلسطينيين فيه، وبشهادة منظمة الصليب الأحمر الدولية وبعض المنظمات الإنسانية الأخرى فإن المعتقلين والأسرى كانوا يمنعون من رؤية الضوء مطلقا وكانت تمنع عنهم المياه وتقدم إليهم الأطعمة الفاسدة لدرجة أن بعضهم أصابته الأمراض المزمنة وبعضهم مات من شدة التعذيب، وقد أغلق هذا المعتقل بعد تحرير الجنوب اللبناني عام 2000 وتحول إلى مزار سياحي.

## السجون الإسرائيلية للإسرائيليين
- سجن أربع

## حال المعتقلات الإسرائيلية
إسراف في التعذيب وتفش للأمراض وإهمال واضح، هذه الكلمات هي خلاصة ما توصلت إليه الجمعية الفلسطينية لحقوق الإنسان والبيئة (القانون) عندما أرادت توصيف حال المعتقلات الإسرائيلية التي يقبع داخل أسوارها الأسرى والمعتقلون الفلسطينيون والعرب، عقب تفقدها لعدد من تلك المعتقلات وراء الخط الأخضر وفي الضفة الغربية في إطار حملتها للدفاع القانوني عن هؤلاء المعتقلين، وقد أدلت مؤسسة التضامن الدولي لحقوق الإنسان في واشنطن بشهادة في هذا الأمر جاء فيها أن الأسرى والمعتقلين في السجون الإسرائيلية يعانون من نقص النظافة وسوء الرعاية الصحية والحرمان من الطعام الجيد إضافة إلى سياسة العقاب العنيفة التي تتبعها إدارة المعتقلات في حق السجناء المخالفين لأبسط تعليمات الإدارة والتي تصل إلى حد العقاب الجماعي. وتحتجز السلطات الإسرائيلية جثامين الأسرى الذين قضوا نحبهم في السجون الإسرائيلية لاستخدامها في مفاوضات إخلاء جنودها الأسرى.

## قائمة السجون والمعتقلات
السجون والمعتقلات موزعة كالآتي:

### منطقة الشمال
- سجن كارميل
- سجن الدامون
- سجن جلبوع
- سجن هرمون
- سجن مجدو
- سجن شطة
- سجن زلمون

### المنطقة الوسطى
- سجن أشموريت
- سجن عيلون (الرملة)
- سجن غيفون (الرملة)
- سجن هشارون
- سجن ماسياهو (الرملة)
- سجن نيسان ماجان (الرملة)
- سجن نيفي تيرزا للنساء (الرملة)
- سجن عوفر للقصر
- سجن عوفر
- سجن ريمونيم

### منطقة الجنوب
- مجمع سجون بئر السبع
  - سجن بالم\النخيل
  - سجن إشال
  - سجل إيلا
- سجن كتزيوت
- سجن نفحة
- سجن رامون
- سجن صحرونيم
- سجن شكمة

### مراكز الإعتقال
- مركز إعتقال إيلات
- مركز إعتقال سيتروس
- المسكوبية (القدس)
- مركز إعتقال كيشون (سجن الجلمة)
- مركز إعتقال نيسان
- مركز إعتقال خيمة كادر
- مركز إعتقال بتاح تكفا
- مركز إعتقال أبو كبير

## مصـادر
- المركز الفلسطيني للإعلام.
- موقع بلدة الخيام.

1. ↑  الرسالة نت. "الطويل: تزايد أعداد الأسرى الإداريين في سجون الاحتلال". مؤرشف من الأصل في 2019-12-11. اطلع عليه بتاريخ 2015-08-04. {{استشهاد بخبر}}: |archive-date= / |archive-url= timestamp mismatch (مساعدة)
2. ↑  فعاليات بغزة للتنديد باعتداءات الاحتلال على الأسرى نسخة محفوظة 16 أكتوبر 2008 على موقع واي باك مشين.
3. ↑  aljazeeratalk.net نسخة محفوظة 17 ديسمبر 2019 على موقع واي باك مشين.
4. ↑  שרות בתי הסוהר نسخة محفوظة 30 يوليو 2017 على موقع واي باك مشين.
5. ↑  مقابر الأرقام.. هل قدر الفلسطينيين السجن حتى بعد الموت؟ | حفريات نسخة محفوظة 13 مارس 2021 على موقع واي باك مشين.
6. ↑  الوحيدي : الاحتلال لا يزال يحتجز 7 جثامين لأسرى قضوا نحبهم شهداء في السجون الإسرائيلية – شبكة فلسطين المستقبل الاخبارية نسخة محفوظة 13 مارس 2021 على موقع واي باك مشين.
7. ↑  الحـركـة الوطنيـة الأسـيرة نسخة محفوظة 2019-11-27 على موقع واي باك مشين.
8. ↑  "שירות בתי הסוהר בישראל". אֶנצִיקלוֹפֶּדִיָה (بiw). Archived from the original on 2021-09-06. Retrieved 2021-09-06.{{استشهاد ويب}}:  صيانة الاستشهاد: لغة غير مدعومة (link)

## وصلات خارجية
- موقع هيئة شؤون الأسرى والمحررين.
- موقع الجمعية الفلسطينية لحقوق الإنسان.
- المجموعة الفلسطينية لمراقبة حقوق الإنسان.